# Лосхајм ам Зе
Лосхајм ам Зе (њем. Losheim am See) општина је у њемачкој савезној држави Сарланд. Једно је од 7 општинских средишта округа Мерциг-Вадерн. Према процјени из 2010. у општини је живјело 16.543 становника. Посједује регионалну шифру (AGS) 10042112.

## Географски и демографски подаци
Лосхајм ам Зе се налази у савезној држави Сарланд у округу Мерциг-Вадерн. Општина се налази на надморској висини од 330–510 метара. Површина општине износи 96,8 km². У самом мјесту је, према процјени из 2010. године, живјело 16.543 становника. Просјечна густина становништва износи 171 становника/km².

## Међународна сарадња
| Мјесто   | Држава  | Врста сарадње | Од    |
| -------- | ------- | ------------- | ----- |
| Капанори | Италија | партнерство   | 1993. |
| Извор    |         |               |       |